# Fluorid olovnatý
Fluorid olovnatý (chemický vzorec PbF2) je bílá práškovitá nebo krystalická látka, velmi omezeně rozpustná ve vodě. Je dobře rozpustný v roztoku kyseliny fluorovodíkové za vzniku fluorokomplexů olova, rozpustnější, ovšem stále málo, v roztoku kyseliny chlorovodíkové, s kyselinou sírovou reaguje a s kyselinou dusičnou reaguje za horka.

## Použití
Fluorid olovnatý se používá:
- V nízkotavitelných sklech
- Do skleněných vrstev odrážejících infračervené záření
- Jako katalyzátor při výrobě pikolinů

## Příprava
Fluorid olovnatý lze připravit několika způsoby. Jednou možností je reakce hydroxidu olovnatého Pb(OH)2 nebo uhličitanu olovnatého PbCO3 s kyselinou fluorovodíkovou a směs se následně odpaří do sucha:
Pb(OH)2 + 2 HF → PbF2 + 2 H2O nebo PbCO3 + 2 HF → PbF2 + H2O + CO2
Jinou možností je srážení roztoku dusičnanu olovnatého Pb(NO3)2 kyselinou fluorovodíkovou nebo nějakým rozpustným fluoridem jako je fluorid draselný. Vzniklý fluorid olovnatý se následně odfiltruje:
2 KF + Pb(NO3)2 → 2 PbF2 + KNO3 nebo 2 HF + Pb(NO3)2 → 2 PbF2 + HNO3